# Lamprophis
Lamprophis é um género de serpentes pertencentes à familia dos colubrídeos, usualmente chamadas de cobra-de-casa-africana.
São cobras pequenas, não-venenosas, normalmente de cor castanha, mas podem apresentar colorações desde o avermelhado, laranja, preto e até esverdeado. Exibem uma larga variedade de padrões dentro da mesma espécie, como uma cor sólida, riscas longitudinais e pintas/manchas. As cobras-de-casa possuem dimorfismo sexual, ou seja, diferenças visiveis entre macho e fêmea, sendo que as fêmeas (com aproximadamente 120 cm quando adultas) atingem tamanhos significativamente superiores aos dos machos (que atingem cerca de 75 cm).
Alimentam-se à base de roedores, aves e seus ovos, lagartos, anfíbios e morcegos.
É lhes dado este nome pois é costume viverem em áreas urbanas, junto do Homem.
São dos colubrideos que maiores dentes possuem, em proporção ao seu corpo.

## Espécies
Existem 14 espécies reconhecidas no género Lamprophis:
- Lamprophis abyssinicus (Mocquard, 1906)
- Lamprophis aurora (Linnaeus, 1758)
- Lamprophis erlangeri (Sternfeld, 1908)
- Lamprophis fiskii (Boulenger, 1887), vulnerável (VU)
- Lamprophis fuliginosus
  - Lamprophis fuliginosus fuliginosus (Boie, 1827)
  - Lamprophis fuliginosus mentalis (Gunther, 1888)
- Lamprophis fuscus (Boulenger, 1893),
- Lamprophis geometricus (Schlegel, 1827)
- Lamprophis guttatus (Smith, 1843)
- Lamprophis inornatus (Dumeril & Bibron, 1854)
- Lamprophis lineatus (Dumeril & Bibron, 1854)
- Lamprophis maculatus (Parker, 1932)
- Lamprophis olivaceus (Dumeril, 1854)
- Lamprophis swazicus (Schafer, 1970)
- Lamprophis virgatus (Hallowell, 1854)